# T. J. Oshie
Timothy Leif "TJ" Oshie (Mount Vernon, Washington, 1986. december 23. –) amerikai válogatott jégkorongozó, aki jelenleg a Washington Capitals csapatában játszik az NHL-ben. TJ-t a 2005-ös NHL-draft során az első kör 24. helyén választotta ki a Blues.

## Kezdetek
Oshie a jégkorong pályafutását kisgyerekként szülőállamában kezdte, ahol 10 éven át játszott a seattle-i junior jégkorongszövetség (SJHA) keretei között a Northwest Admirals csapatában. Szülei válása után Everettből Stanwoodba költöztek, így első évét a helyi középiskolai csapatban játszotta. Azonban tehetségének kibontakozására a washingtoni hoki körülményei nem voltak ideálisak (a jéglehetőségek korlátozottak, valamint kevés a jó csapat és játékos), ezért 2002-ben apjával a  minnesotai Warroad városába költöztek, hogy TJ jobban fejlődhessen.
Minnesota az amerikai hoki Mekkája, Warroad városa pedig különösen gazdag jégkorongos tradíciókkal rendelkezik ("Hockey Town USA"), ráadásul apja innen származott el, több rokona is játszott a helyi középiskola csapatában, például a korábbi NHL játékos Henry Boucha is. 
2002-től három éven át játszott a Warroadi középiskola jégkorong csapatában, a Warriorsban, ami különösen sikeresnek bizonyult mind egyénileg, mind a csapata szempontjából. 
E három szezonban a Warriors két Class A bajnoki címet szerzett, 2005-ben ráadásul veretlenül (29 győzelem, 2 döntetlen), összességében 93 mérkőzésen 85 győzelem, 5 vereség, 3 döntetlen a csapat mérlege az Oshie-érában.
Oshie e három szezon alatt egyetlen meccset sem hagyott ki, végül 93 meccsen 104 gólt, 137 gólpasszt és 241 pontot ért el, amivel a Warriors történelmének legeredményesebb játékosa. Ezen kívül számos egyéni elismerésben részesült, többek között 2005-ben Mr. Hockey finalista, a seattle-i junior jégkorongszövetség (SJHA) pedig az évtized férfi sportolójának választotta. A 2005-ös szezont végül az USHL-ben szereplő Sioux Falls Stampede csapatában fejezte be.
2005. július 30-án, a Draft első napján, némi meglepetésre az első kör 24. helyén választotta ki a St. Louis Blues.
Augusztus 20-án Oshie elfogadta a Észak-Dakotai Egyetem sportolói ösztöndíját, így a következő években a nagy múltú Fighting Sioux hokicsapatában játszott az egyetemi bajnokságban. Az UND-n kívül hívta még a WHL kanadai junior ligában szereplő Everett Silvertips is, a város csapata ahol felnőtt, de Oshie az egyetemet választotta.

## Karrier statisztika
| 2002–2003       | Warroad Warriors           | High-MN         | 31  | 24 | 32  | 56  | 8   | —  | — | — | — | — |
| 2003–2004       | Warroad Warriors           | High-MN         | 31  | 43 | 42  | 85  | 20  | —  | — | — | — | — |
| 2004–2005       | Warroad Warriors           | High-MN         | 31  | 37 | 63  | 100 | 34  | —  | — | — | — | — |
| 2004–2005       | Sioux Falls Stampede       | USHL            | 11  | 3  | 2   | 5   | 6   | —  | — | — | — | — |
| 2005–2006       | University of North Dakota | NCAA            | 43  | 24 | 21  | 45  | 33  | —  | — | — | — | — |
| 2006–2007       | University of North Dakota | NCAA            | 43  | 17 | 35  | 52  | 30  | —  | — | — | — | — |
| 2007–2008       | University of North Dakota | NCAA            | 42  | 18 | 27  | 45  | 57  | —  | — | — | — | — |
| 2008–2009       | St. Louis Blues            | NHL             | 57  | 14 | 25  | 39  | 28  | 4  | 0 | 0 | 0 | 2 |
| 2009–2010       | St. Louis Blues            | NHL             | 76  | 18 | 30  | 48  | 36  | —  | — | — | — | — |
| 2010–2011       | St. Louis Blues            | NHL             | 49  | 12 | 22  | 34  | 15  | —  | — | — | — | — |
| 2011–2012       | St. Louis Blues            | NHL             | 80  | 19 | 35  | 54  | 50  | 8  | 0 | 3 | 3 | 6 |
| NHL összesített | NHL összesített            | NHL összesített | 262 | 63 | 112 | 175 | 131 | 12 | 0 | 3 | 3 | 8 |